# 安雅·尼尔森
安雅·尼尔森（丹麥語：Anja Nielsen，1975年4月12日—），丹麦前女子手球运动员。她曾代表丹麦国家队参加2000年夏季奥林匹克运动会手球比赛，结果队伍获得一枚金牌。